# Julian Weigl
Julian Weigl (Bad Aibling, Alemanya, 8 de setembre de 1995) és un futbolista alemany que juga de migcampista pel Benfica i per la selecció alemanya.

## Palmarès
Borussia Dortmund
- 1 Copa alemanya: 2016-17.
- 1 Supercopa alemanya: 2019.